# قضیه مانده

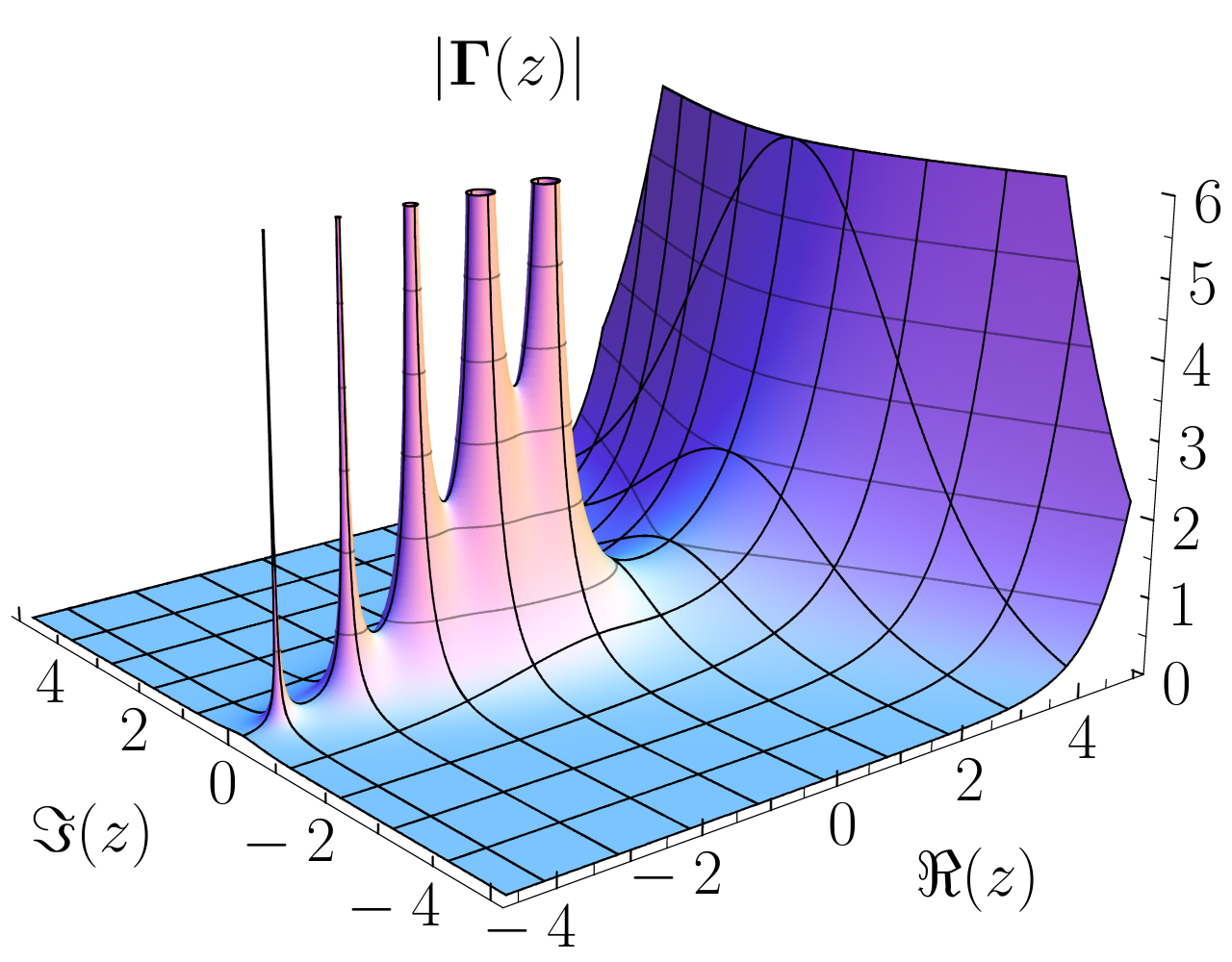
قضیه مانده در آنالیز مختلط

قضیه مانده در آنالیز مختلط، ابزاری قدرتمند برای محاسبه انتگرالهای خطی از توابع مرومورفیک روی منحنی‌های بسته است و برخی مواقع می‌تواند برای محاسبه انتگرال‌های حقیقی نیز به کار رود. این قضیه قضیه انتگرال کوشی و فرمول انتگرال کوشی را کلیت می‌بخشد.
فرض کنید U یک زیرمجموعه باز همبند ساده از صفحه مختلط C و a1،...،an نقاطی از U و f تابعی تعریف شده و هولومورفیک روی U \ {a1,...,an}‎ باشد. اگر γ یک منحنی تصحیح پذیر در U باشد که هیچ‌کدام از نقاط ak را ملاقات نکند و نقاط انتها و ابتدایش یکی باشد، آنگاه
{\displaystyle \oint _{\gamma }f(z)\,dz=2\pi i\sum _{k=1}^{n}\operatorname {I} (\gamma ,a_{k})\operatorname {Res} (f,a_{k}).}
اگر γ یک خم ژوردان و I(γ، ak) = 1 و بنابراین
{\displaystyle \oint _{\gamma }f(z)\,dz=2\pi i\sum \operatorname {Res} (f,a_{k})}
اینجا Res(f، ak) مانده‌ی f در ak را نشان می‌دهد و I(γ، ak) = 1 عدد پیچش منحنی γ دور نقطه ak است. این عدد پیچش یک عدد صحیح است که نشان می‌دهد منحنی γ چندبار حول ak می‌پیچد. این عدد مثبت است اگر که γ در جهت پادساعتگرد حول ak بچرخد و 0 است اگر γ اصلاً دور ak حرکت نکند.
به منظور محاسبه انتگرال‌های حقیقی، قضیه مانده به این صورت استفاده می‌شود: انتگرال به صفحه مختلط گسترش داده می‌شود و مانده‌ها محاسبه می‌شوند (که معمولاً ساده است)، و یک قسمت از محور حقیقی به یک منحنی بسته با الحاق یک نیم دایره به نیم صفه بالایی یا پایینی گسترش داده می‌شود. سپس انتگرال حول این منحنی با استفاده از قضیه مانده می‌تواند محاسبه شود. اغلب، قسمت نیم دایرهٔ انتگرال به سمت 0 میل خواهد کرد اگر به اندازه کافی بزرگ باشد و فقط قسمت محور حقیقی باقی می‌ماند، چیزی که در ابتدا می‌خواستیم.

## همچنین نگاه کنید به
- مانده (آنالیز مختلط)
- فرمول انتگرال کوشی
- قضیه انتگرال کوشی
- روشهای انتگرال‌گیری منحنی‌الخط